# جيني كيمبل
جيني كيمبل (بالإنجليزية: Jennie Kimball)‏ هي مغنية وممثلة أمريكية، ولدت في 23 يونيو 1851 في نيو أورلينز في الولايات المتحدة، وتوفيت في 23 مارس 1896.